# Ofenzíva v Aleppu (červenec 2015)
Ofenzíva v Aleppu byla vojenská operace rebelů proti Syrské arabské armádě (SAA) během občanské války v Sýrii v rámci bitvy o Aleppo. Cílem operace bylo prolomit obranu SAA a obsadit vládou drženou polovinu města.

## Průběh
- 2. července 2015 zahájila koalice povstaleckých sil Fatah Halab a Ansar Šaría ofenzívu proti linii Jamyiat al-Zahra.
- 3. července dobyli rebelové několik budov v Jamiyat al-Zahra, ale utrpěli ztráty 35 mužů během leteckých útoků a nedosáhli strategických cílů. Během bojů zahynulo 8 vládních vojáků. Večer se vládním silám povedlo dobýt zpět ztracené pozice.
- 4. července Fatah Halab dobylo výzkumné centrum na západním předměstím Aleppa. Později odrazili vládní protiútok proti centru. Obě strany ztratily 12 mužů.
- 5. července ztroskotal další pokus o útok proti Jamiyat al-Zahra. SAA se stále pokoušela znovudobýt vědecké centrum.
- 6. července sebevražedný atentátník zabil 25 vojáků SAA. Během bojů zemřelo 19 rebelů. SAA ztratila některé budovy v Jamiyat al-Zahra, pokračovaly boje ve výzkumném středisku.
- 7. července vláda odrazila další útok proti Jamiyat al-Zahra, přičemž použila plynové zbraně.